# 히라야치

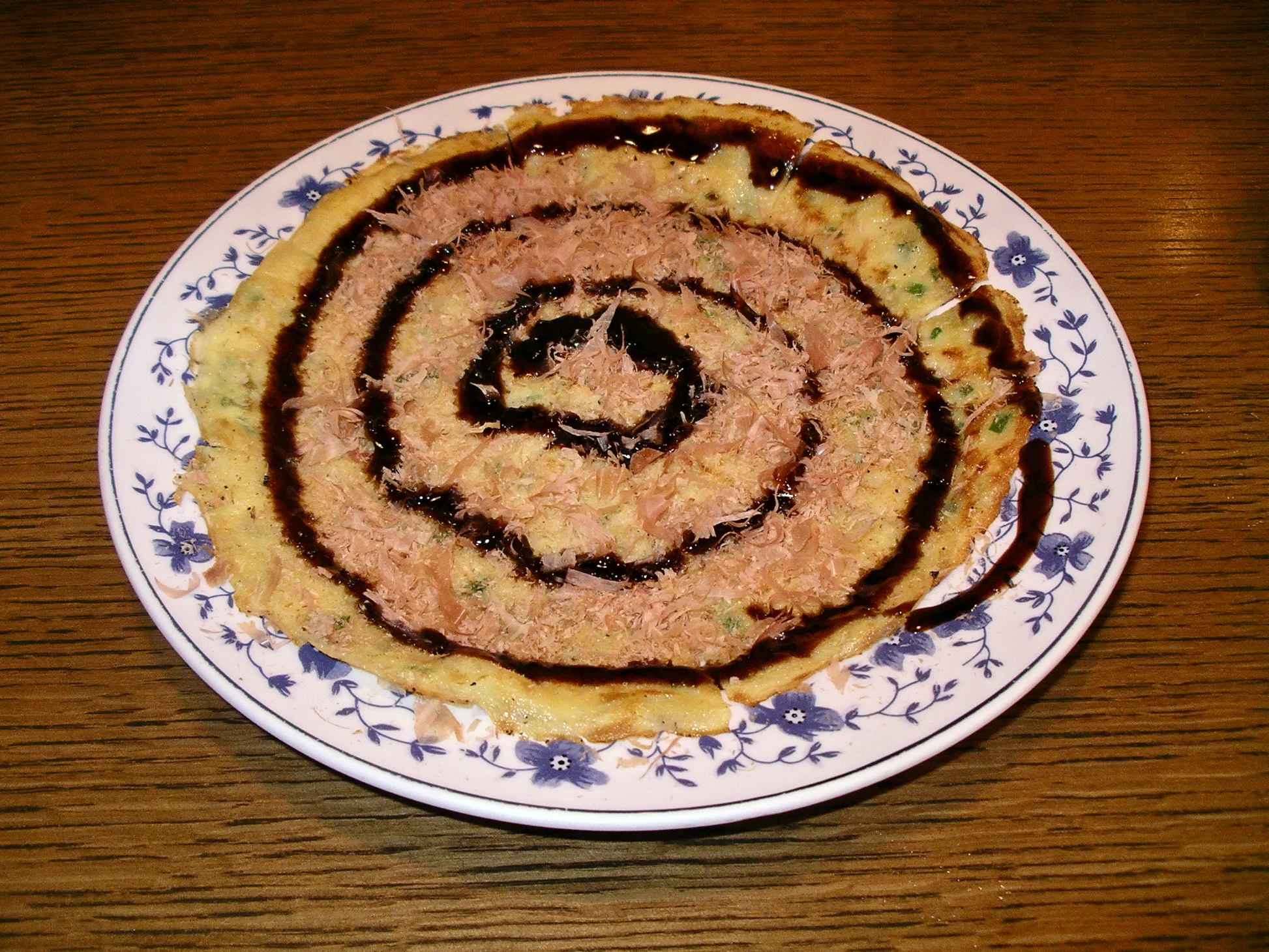
히라야치

히라야치(ヒラヤーチー)는 오키나와 요리 중 하나이다. 부침개와 비슷한 얇고 매우 단순한 오키나와 팬케이크 같은 요리이다. 기본적으로는 "부추를 넣은 맛있는 오키나와 크레이프"이며, "오키나와풍 오코노미야키"라고도 불린다. 이름은 오키나와어로 "튀김"을 의미한다.
집에서 직접 요리를 하기 때문에 오키나와에는 오코노미야키 가게가 거의 없고 히라야치를 파는 곳도 없다. 재료는 계란, 밀가루, 소금, 후추, 파로 구성되어 팬에 약간의 기름을 두르고 볶는다.